# Nacken

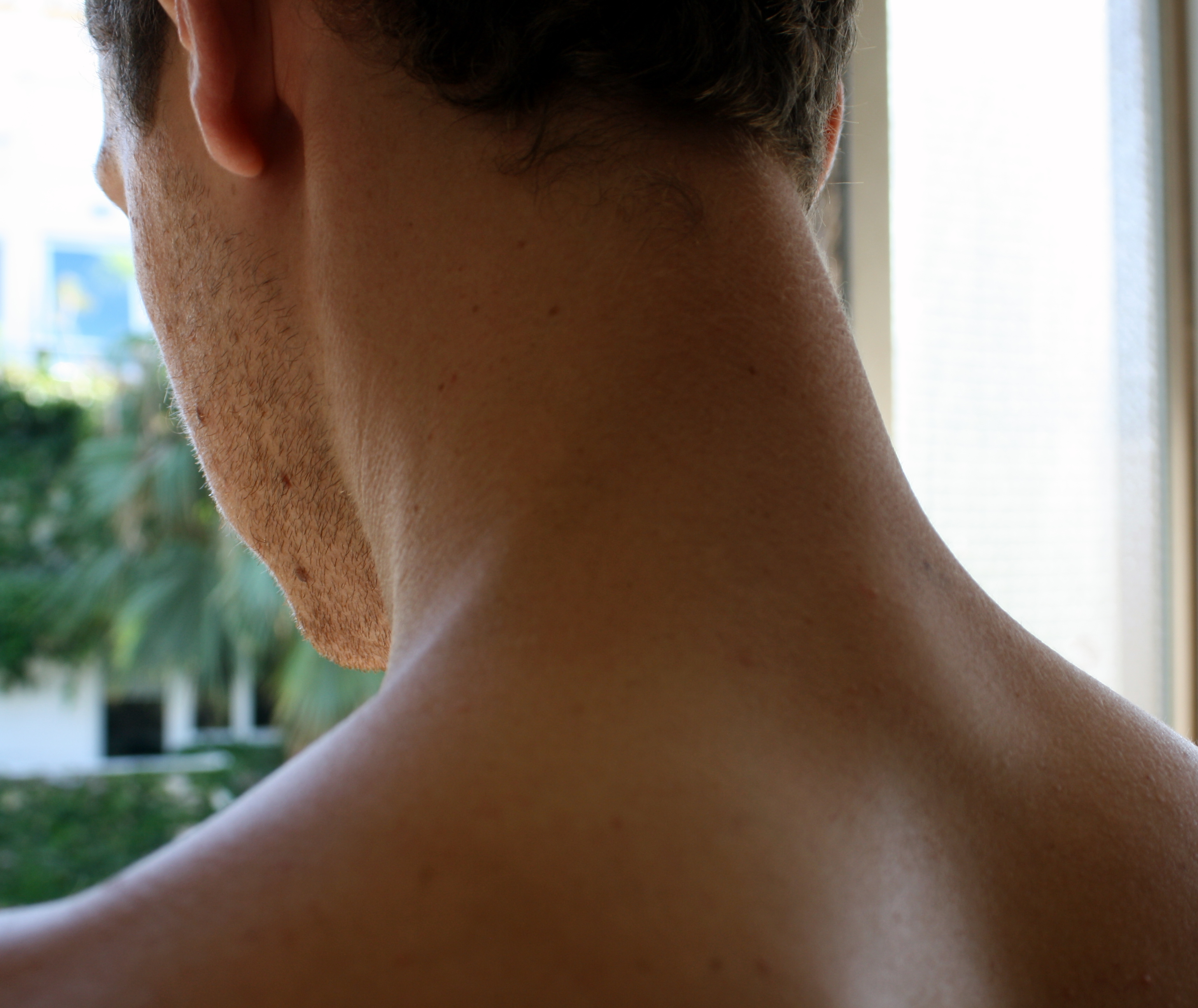
Nacken

Als Nacken (lateinisch nucha) bzw. anatomisch die Nackengegend (Regio nuchae) wird der hintere Bereich des Halses bezeichnet. Hierzu gehört in der Tiefe die hochbewegliche Halswirbelsäule mit ortsständigen und am Hinterhaupt ansetzenden kurzen Nackenmuskeln (Subokzipitale Muskeln) für feinabgestimmte Haltungen und Bewegungen des Kopfes. Überlagert werden diese zentralen Strukturen von oberflächlich gelegenen langen Muskeln im Nacken wie dem Trapezmuskel und von der bedeckenden Haut. Mit einer Querlinie zwischen den beiden Processus mastoidei kann die Nackengegend weiter in die Regio cervicalis posterior (hintere Halsregion) und die Regio occipitalis (Hinterhauptgegend) unterteilt werden. In der Tieranatomie wird die Region als Regio colli dorsalis (rückenseitige Halsregion) bezeichnet.

## Anatomie
Zum Nacken gehören anatomisch im Wesentlichen die Halswirbelsäule, ihre Verbindung zum Kopfgelenk mit der tiefen Nackenmuskulatur und die darüber gelegene Muskulatur des Nackens mitsamt deren Rezeptoren der Tiefensensibilität sowie die Haut dieser Region mit ihren Rezeptoren der Oberflächensensibilität.
Begrenzt wird der Nacken nach vorne im oberen Teil durch die Hinterseite des Musculus sternocleidomastoideus und im unteren Bereich durch die Vorderseite des Musculus trapezius. Nach oben setzt man als Begrenzung die Linea nuchae superior des Hinterhauptbeins an und nach unten die Pars transversa des Musculus trapezius. Damit entspricht die Nackenregion von ihrer Ausdehnung her etwa der Pars descendens des Musculus trapezius.

### Nackenmuskulatur

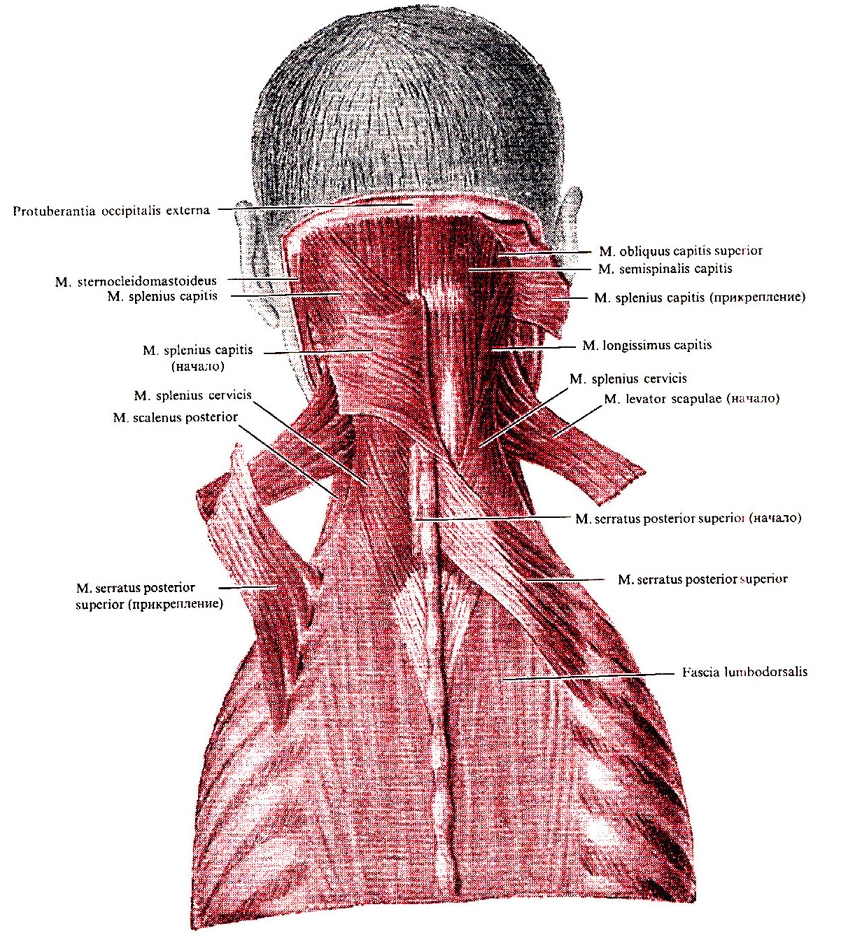
Unter langen Muskeln des Nackens liegt die autochthone tiefe Nackenmuskulatur, die an der Wirbelsäule entspringt – beschriftet ist hier nur der M. obliquus capitis superior, der am Hinterhaupt ansetzt

Die ortsständige Nackenmuskulatur stellt eine funktionelle Weiterführung der Rückenmuskeln dar und wird deshalb auch als Teil der autochthonen Rückenmuskulatur besprochen, siehe Subokzipitale Muskeln. Die an der Halswirbelsäule entspringenden und am Hinterhauptbein (Os occipitale) ansetzenden Muskeln sind für die exakte Kopfhaltung und die feinabgestimmte Drehung, Streckung, Beugung und Neigung des Kopfes von besonderer Bedeutung.  Man unterscheidet die Subokzipitalen Muskeln in eine vordere Gruppe, die auch als prävertebrale Halsmuskulatur aufzufassen ist, und eine hintere Gruppe, die als tiefe Nackenmuskulatur bezeichnet wird und der autochthonen Muskulatur zuzuordnen ist. Das tiefe Blatt der Fascia nuchae umhüllt die Nackenmuskeln (Musculi nuchae).
Die vordere Gruppe besteht jederseits aus zwei Muskeln, dem seitlichen geraden Kopfmuskel (Musculus rectus capitis lateralis) und dem vorderen geraden Kopfmuskel (Musculus rectus capitis anterior).
Zur hinteren Gruppe gehören jederseits vier tiefe Nackenmuskeln: der große hintere gerade Kopfmuskel (Musculus rectus capitis posterior major), der kleine hintere gerade Kopfmuskel (Musculus rectus capitis posterior minor), der obere schräge Kopfmuskel (Musculus obliquus capitis superior) und der untere schräge Kopfmuskel (Musculus obliquus capitis inferior).

### Blutgefäße
Oberhalb eines Sehnenbogens, der sich zwischen den Ansatzstellen des Musculus sternocleidomastoideus und des Musculus trapezius aufspannt, durchbricht die Arteria occipitalis die Fascia nuchae. Sie tritt somit seitlich in die Nackenregion ein, wo sie mit der Arteria vertebralis unterschiedlich stark verbunden ist. Ihre begleitende Vene ist die Vena occipitalis, die sich durch eine sehr variable Ausprägung auszeichnet und manchmal sogar durch eine Vena azygos nuchae ersetzt sein kann. Die Arteria vertebralis wiederum ist ein Ast der Arteria subclavia und wird im Trigonum arteriae vertebralis (ein dreieckiges anatomisches Areal, das vom Musculus rectus capitis posterior major, vom Musculus obliquus capitis inferior und vom Musculus obliquus capitis superior gebildet wird) sichtbar. Als weitere Arterie ist die Arteria cervicalis profunda zu nennen. Sie verläuft zwischen den Musculi semispinales capitis und den Musculi semispinales cervicis.

### Nerven
Ein wichtiger Nerv ist der Nervus occipitalis major. Er verläuft unter der Haut in direkter Nachbarschaft zur Arteria occipitalis. Er verläuft zwischen dem ersten Halswirbel und dem zweiten Halswirbel, erscheint unter dem Musculus obliquus capitis und durchbohrt schließlich die Musculi semispinalis capitis und den Musculus trapezius. Zusammen mit dem oberen Ast des Nervus occipitalis minor ist er für die Haut des Hinterkopfes zuständig.
Der Nervus occipitalis tertius entspringt dem hinteren Ast des dritten Spinalnerven und innerviert untere Teile des Hinterkopfes und der oberen Nackenregion.
Der Nervus suboccipitalis innerviert die tiefen, kurzen Nackenmuskeln (Musculi capitis) und tritt zwischen Hinterhauptbein und Arcus posterior atlantis in die Nackenregion ein.

## Nackenschmerzen
Die komplexen anatomischen Strukturen der Nacken- und Halsmuskulatur, der Wirbelsäule und der Nervenwurzeln machen den Bereich des Nackens anfällig für eine Vielzahl somatischer und funktioneller Störungen, die sich in akuten oder chronischen Schmerzen im Nackenbereich, oft auch ausstrahlend in Schulter und Arm oder auch den Hinterkopf, bemerkbar machen. Nackenschmerzen gehören zu den häufigsten Gründen für Konsultationen beim Hausarzt. Etwa 9,5 % der Männer und 13,5 % der Frauen waren Mitte der 1990er Jahre nach einer Studie von chronischen Nackenschmerzen betroffen.
Schwindel, Kopfschmerzen und Sensibilitätsstörungen – von Hyperästhesien über Parästhesien bis zur Asensibilität – können bei entsprechender Ursache hinzukommen.

### Organische Ursachen von Nackenschmerzen
- Trauma: „Schleudertrauma“, Muskel- und Bänderzerrungen, Wirbelfrakturen und -luxationen
- degenerative Wirbelsäulenerkrankungen: Spondylarthrose, ggf. mit Wurzelreizsyndrom oder cervikalem Bandscheibenvorfall mit oder ohne Spinalkanalstenose, Morbus Bechterew
- Innere Erkrankungen: Infektionskrankheiten wie Meningitis, Tollwut, Wundstarrkrampf[5]

### Funktionelle Ursachen von Nackenschmerzen
- Verspannung
- Muskuläre Dysbalancen durch monotone, unphysiologische Körperhaltung, beispielsweise am Bildschirmarbeitsplatz oder in der Fließbandfertigung, durch Arbeiten in Zwangshaltungen wie Überkopfarbeit (Kfz-Mechaniker), durch Arbeit in räumlich beengter Umgebung (Untertage-Bergleute) oder durch einseitige Überlastung der Muskulatur, beispielsweise Arbeiten mit schwerem Schutzhelm oder Einwirkung starker g-Kräfte (Kampfflugzeug-Piloten).
- Repetitive-Strain-Injury-Syndrom, die sogenannte Sekretärinnenkrankheit
- Schiefhals
- Somatisierung psychischer Störungen und Erkrankungen wie Burnout-Syndrom, Stress, Depressionen und Neurosen.[6]